# المسرح الوطني العراقي
المسرح الوطني ويعرف سابقاً بالمسرح القومي  هو مسرح أنشئ قبل نحو 100 عام في العراق وتم عرض العديد من المسرحيات العراقية لكبار الفنانيين من خلال خشبته.
افتتح المسرح الوطني العراقي في عهد صدام حسين  وأغلق خلال حرب العراق عام 2003. وفقًا  لصحيفة التلغراف، أعيد افتتاح المسرح في عام 2009 بجدران عازلة معززة للحماية من الهجمات الإرهابية. وفقًا لقناة العربية الإخبارية، يحتوي المسرح على 1000 مقعد ويكلف 10000 دينار عراقي.